# Katherine Plunket

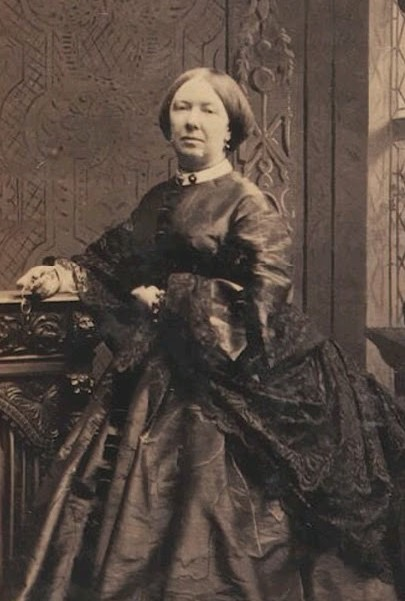
Katherine Plunket (1862)

Katherine Plunket (* 22. November 1820 in Kilsaran, County Louth; † 14. Oktober 1932 in Ballymascanlan, County Louth), auch Katharine, getauft Catherine, war eine britische bzw. irische Malerin.

## Leben
Katherine Planket kam im November 1820 in der Pfarrerei der Gemeinde Kilsaran im ostirischen County Louth auf der irischen Insel zur Welt, die damals zum Vereinigtes Königreich Großbritannien und Irland gehörte, und wurde auf den Vornamen Catherine getauft, wenngleich sie später die Schreibweise „Katherine“ nutzte. Ihr Vater war Thomas Plunket (1792–1866) aus der Familie der Barons Plunket, der damals in Kilsaran als Pfarrer der anglikanischen Church of Ireland eingesetzt war und später als 2. Baron Plunket zum Bischof von Tuam, Killala and Achonry in Westirland ernannt wurde. Ihre Mutter Louisa Jane Plunket (1804–1893), geb. Foster, war eine Tochter des Politikers John William Foster (1749–1809). Als junge Erwachsene lebte Plunket zeitweise auf dem Anwesen der Familie im westirischen County Mayo, wo die Familie bemüht war, die katholische Landbevölkerung zum Protestantismus zu konvertieren. In Abwesenheit ihres Vaters verklagte sie dreimal den lokalen Priester Patrick Lavelle wegen einer angeblich nur auf religiösen Gründen basierenden Zwangsräumung, hatte aber in keinem Fall Erfolg. Später lebte Plunket auf einem Anwesen in Ballymascanlan im County Louth und unterhielt zeitweise einen Zweitwohnsitz in London. Regelmäßig unternahm sie Reisen durch die britischen Inseln und Kontinentaleuropa.
Seit sie eine junge Frau war, pflegte Plunket Landschafts- und Blumengemälde anzufertigen. Von 1881 bis 1886 stellte sie eine Reihe von Landschaftsaquarellen, viele davon mit Motiven aus dem Alpenraum, bei der Londoner Society of Women Artists aus. 1903 gab sie ein Band von 1200 Aquarellen von kronblattartigen Blumen an das Dublin Museum of Science and Art. Die Gemälde waren von Plunket und ihrer 1886 verstorbenen Schwester Francesca angefertigt worden und zeigten Blumen der britischen Inseln und Kontinentaleuropa, dort insbesondere der Schweiz. Das Werk ist seit 1970 im Besitz der National Botanic Gardens of Ireland. Neben der Malerei beschäftigte sich Plunket auch mit der Gärtnerei und unterhielt auf ihrem Anwesen eine entsprechend große Gartenanlage. Regelmäßig nahm sie mit einigem Erfolg an Gartenschauen teil. Trotz ihres hohen Alters blieb sie bis zu ihrem Tod in Ballymascanlan leben, wo sie 1922 mit der Gründung des Irischen Freistaates die Unabhängigkeit Irlands miterlebte. Wenngleich aus gesundheitlichen Gründen meist zuhause bleibend, nahm sie noch 1931 – ein Jahr nach ihrem 110. Geburtstag – persönlich an einer Gartenschau in Dundalk teil. Plunket starb im Oktober 1932 in Ballymascanlan im Alter von 111 Jahren, gut fünf Wochen vor ihrem 112. Geburtstag. Zu diesem Zeitpunkt galt sie als älteste Person Irlands. Im Gegensatz zu vielen anderen Supercentenarians jener Zeit wurde ihr Fall später von der gerontologischen Forschung validiert, nicht zuletzt durch die wegen ihrer Zugehörigkeit zum irischen Adel zahlreichen Quellen, die ihre Existenz ihr ganzes Leben lang lückenlos belegen.